# Die Freundin meiner Mutter
Die Freundin meiner Mutter ist eine deutsche Filmkomödie von Mark Monheim aus dem Jahr 2019.

## Handlung
Der junge Buchhändler Jan ist Single. Als er an einem Morgen eine junge Frau namens Rosalie vor der Buchhandlung steht, glaubt Jan an Liebe auf den ersten Blick. Doch sobald folgt der Schock, denn Rosalie stellt sich ihm als die neue Lebensgefährtin seiner Mutter Viktoria vor, die seit einigen Jahren offen lesbisch lebt. Nun hegt das Liebespaar den Wunsch nach Nachwuchs, für den Jan sein Sperma abgeben soll. Er gibt Rosalie und seiner Mutter zu bedenken, dass er dann der biologische Vater und zeitgleich der Bruder des potentiellen Babys wäre. Nach erster Ablehnung geht aber auf den ungewöhnlichen Wunsch der beiden Frauen ein, zumal er selbst die Freundin seiner Mutter äußerst attraktiv findet.

## Hintergrund
Die Freundin meiner Mutter wurde vom 1. August 2018 bis zum 30. August 2018 in Hamburg und Umgebung gedreht. Produziert wurde der Film von der Odeon Fiction. Die Erstausstrahlung war am 13. März 2019 auf Das Erste.

## Kritik
Die Kritiker der Fernsehzeitschrift TV Spielfilm zeigten mit dem Daumen zur Seite, vergaben für Humor, Spannung und Erotik je einen von drei möglichen Punkten und gaben zur Begründung: „Der ironisch gefärbte, betont locker bis boulevardesk gefärbte Spaß will Genderrollen bzw. -klischees hinterfragen, krankt aber an seiner kruden, wenig stimmigen Story. Dazu kommt: Guter Dialogwitz ist leider Mangelware.“ Als Gesamtfazit zogen sie: „Sorry, kaum glaubwürdig und selten komisch“.
Laut Lexikon des internationalen Films handelt es sich um eine „[u]mständliche (Fernseh-)Komödie, deren absurde Ausgangsidee eine Umsetzung ohne Originalität und Esprit erfährt“, und bei der sich „[d]ie Schauspieler […] vergeblich [mühen], dem Gemisch aus Klamauk und abgestandenen Witzen Humor abzugewinnen.“